# Jorge Fernández Menéndez
Jorge Fernández Menéndez (n. Buenos Aires, Argentina; 12 de abril de 1955) es un escritor, periodista y analista político de origen argentino naturalizado mexicano.

## Libros y publicaciones
- De Chiapas a Colosio: el año que vivimos en peligro (1994)
- La Trama negra: de las redes del narcotráfico a la despenalización de la droga (1994)
- Desestabilización (1995)
- Narcotráfico y poder (1999)
- El otro poder: las redes del narcotráfico, la política y la violencia en México (2001)
- De los Maras a los Zetas: los secretos del narcotráfico, de Colombia a Chicago (2006)
- Nadie supo nada: la verdadera historia del asesinato de Eugenio Garza Sada (2006)
- Calderón presidente: la lucha por el poder (2007)
- El enemigo en casa: drogas y narcomenudeo en México (2008)
- Las FARC en México: de la política al narcotráfico (2008)

## Premios y reconocimientos
En el año 2000 ganó el Premio Nacional de Periodismo de México por el mejor artículo de fondo.